# 茄二十八星瓢蟲
二十八星瓢蟲（学名：Henosepilachna vigintioctopunctata）为瓢蟲科食植瓢蟲屬下的一个种。
茄科植物之害蟲，常見於茄科、豆科、葫蘆科、十字花科、藜科等植物。
幼蟲及成蟲會以口器咀嚼葉子及果實背面，形成特殊橫紋，嚴重時全株死亡，對植株生長及產量影響甚大。

## 扩展阅读
- 維基物種上的相關：茄二十八星瓢蟲